# ET2A型电力动车组
ET2A型电力动车组（俄語：Электропо́езд ЭТ2А）是俄罗斯铁路的电力动车组车型之一，也是俄罗斯第一种采用交流传动技术的直流电力动车组，适用于供电制式为3000伏直流电的电气化铁路，由托尔若克车辆制造厂设计制造，于1999年研制成功，但未投入批量生产。

## 发展历史
1990年代初，俄罗斯开始积极研究采用交流传动技术的电力动车组，由于异步交流牵引电动机具有改善牵引性能、提高能源效率、节省生产和维护成本的优势，因而已被选定作为优先发展的方向。1994年，根据高速干线联合股份公司（РАО «ВСМ»）的建议，俄罗斯联邦交通部同意开发研制国产的交流牵引传动系统。为此，特维尔运输机械中央设计局（«ЦКБ ТМ»）、列宁格勒电工机械厂（«ЛЭЗ»）和其他相关单位进行了大量的研究工作，并由高速干线公司建立了一个交流牵引传动系统实验室。
1996年，这些研究机构试制了一列4辆编组的试验型电力动车组，以验证交流传动系统的设计方案，研究逆变器传动控制和保护的运算方法，和确定电气设备的进一步发展方向。该列车由2辆ET2型电力动车组的控制拖车、1辆ER2T型电力动车组的中间动车和1辆ER2型电力动车组的中间动车组成。列车更换了全套交流牵引传动系统，包括输入滤波器、晶闸管斩波器、牵引逆变器、交流电抗器、异步牵引电动机及控制系统。列车的各项试验在十月铁路局的圣彼得堡-波罗的海动车段进行，在1996年至1999年间列车试运行了超过70万公里，为后来ET2A型电力动车组的研制累积了大量经验和数据。
1999年6月，托尔若克车辆制造厂试制了首列ET2A型电力动车组，列车采用“二动二拖”的4辆编组，由2辆带司机室的控制拖车和2辆中间动车组成。1999年10月，列车开始在圣彼得堡至卢加之间进行5000公里的非载客运行考核。从1999年6月至2002年6月，ET2A-001号列车已经运行超过11万公里，试运行区段包括圣彼得堡波罗的海站至羅蒙諾索夫、卢加。随后，该列车在全俄铁道运输科学研究院的环形铁道试验基地进行了全面的验收试验。根据原定的计划，托尔若克车辆制造厂计划在2002年第三季度开始批量生产ET2A型电力动车组，并首先配属十月铁路局和替换原来的ET2型电力动车组。然而，在验收试验期间牵引逆变器和牵引电动机的可靠性未如理想，因此ET2A型电力动车组未被批准投入批量生产。

## 技术特点
ET2A型电力动车组是动力分散式列车，设计标准编组为“五动五拖”的10辆编组，由2辆带司机室的控制拖车、3辆中间拖车、5辆中间动车组成，每“一动一拖”组成一个电气独立单元，司机可在任一司机室对全列车进行操纵。车体采用低合金钢整体承载式焊接结构，除采用了模块化的胶囊型司机室外，其余部分车体结构与ET2型电力动车组保持相同。车体长度为19,600毫米，车体宽度为3,522毫米。控制拖车自重45吨、中间动车自重60.6吨、中间拖车自重42.5吨。列车的主要电力设备均布置在车底之下，从而扩大了客室空间。客室采用“3+3”的座位布置方式。中间动车、中间拖车和控制拖车的座席定员为104人、100人、74人，一列10辆编组的列车总定员为968人。与ET2型电力动车组相比，ET2A型电力动车组采用了玻璃钢座椅和行李架、荧光灯照明，电热取暖器安装于座位两侧下方的侧墙上。
每节车厢装有两台二轴转向架，可分为动车转向架和拖车转向架两种，两者除了驱动装置的差别之外，其余部分均采用了基本一致的结构。转向架采用全旁承承载结构、箱型焊接构架及导柱式轴箱定位装置。转向架设有二系悬挂装置，一系悬挂为轴箱侧螺旋圆弹簧，二系悬挂为摇动台式弹簧中央悬挂装置，采用每侧两个螺旋圆弹簧。转向架两侧设有斜对称安装的纵向牵引拉杆，拉杆两端具弹性节点将摇枕和构架相连，以传递牵引力及制动力。动力转向架的固定轴距为2600毫米，车轮直径为1050毫米（新轮）；每轴装有一台牵引电动机，牵引电动机采用架悬式全悬挂安装方式；牵引电动机通过弹性联轴器向车轴齿轮箱传递扭矩，齿轮传动比为3.95。拖车转向架的固定轴距为2400毫米，车轮直径为950毫米（新轮）。
ET2A型电力动车组采用直—交流电传动，每辆动车均安装了一台受电弓和快速断路器，及两套相同的交流传动系统，包括输入滤波器、晶闸管斩波器、平波电抗器、牵引逆变器等电气设备。列车采用无源电流型逆变器作为牵引控制装置，由于电流型逆变器只能调频而不能调压，因此调压功能由直流斩波器负责，逆变器和斩波器均采用俄罗斯国产的晶闸管元件。整个牵引变流系统是微机控制系统（МПСУ）进行控制，该系统由圣彼得堡伊姆普尔斯公司研制，微控制器采用德国西门子公司的产品。牵引电动机采用ДТА-380-6-УХЛ1型三相异步交流电动机，小时功率为380千瓦，持续功率为350千瓦，额定电压为1150伏。
接触网导线上的3000伏直流電，通過受电弓和快速断路器引入列车后，经输入滤波器向晶闸管斩波器供电，然后经平波电抗器向电流型牵引逆变器供电，将电流恒定的直流电转换成电压、频率皆可调节的三相交流电，每台逆变器各自向一台转向架上两台并联的牵引电动机供电，使牵引电动机产生转矩，经过齿轮的传递驱动轮对。而在再生制动模式下，牵引电动机变为交流发电机运转，输出的三相交流电经过独立的晶闸管脉冲整流器和限压电阻向接触网回馈电力，再生制动的使用速度范围可低至15公里/小时；若该区间没有其他列车使用额外的电能，则采用电阻制动。

## 参看
- ET2型电力动车组
- ED4型电力动车组
- ED6型电力动车组
- ED9型电力动车组
- EN3型电力动车组
- ES250型电力动车组